# Namiotnikowate
Artykuł ten został zgłoszony do umieszczenia na stronie głównej w rubryce „Czy wiesz”.
Pomóż nam go sprawdzić: oceń zgłoszoną nominację.
Namiotnikowate (Yponomeutidae) – rodzina małych i średnich motyli z nadrodziny Yponomeutoidea, obejmuje 595 opisanych gatunków, z czego w Polsce odnotowano 60 gatunków.

## Filogeneza
Opisano 4 gatunki kopalne. Nie jest znana grupa motyli najbliżej spokrewniona z namiotnikowatymi. Badania filogenetyczne wykazały, że podrodziny Saridoscelinae i Yponomeutinae są ze sobą najbliżej spokrewnione. Obie podrodziny mają łuski i kolce na tergitach odwłoka.

## Morfologia
Jaja są zwykle podłużne o gładkiej powierzchni w przypadku podrodziny Yponomeutinae. Gąsienice małe, do 15 mm długości; barwne, często z podłużnymi paskami, zaopatrzone w szczecinki, ich głowa jest okrągła lub owalna. Imagines małych i średnich rozmiarów, rozpiętość skrzydeł wynosi od 8 do 31 mm. Skrzydła wydłużone, tylna para skrzydeł niekiedy zakończona rzędem dłuższych łusek u gatunków ze skrzydłami o lancetowatym kształcie. Skrzydła zwykle białe lub szare, nakrapiane wieloma ciemnymi plamkami w rzędach (u rodzaju Yponomeuta), pojawia się także zwykle jednolite ubarwienie brązowe lub szare. Głowa zwykle gładka, pokryta łuskami, pomiędzy czułkami łuski liczne i przylegające; ssawka pozbawiona łusek, głaszczki wargowe zakrzywione i uniesione ku górze, głaszczki szczękowe jedno- lub dwusegmentowe, rzadko bywają także zredukowane, czułki delikatne.

## Występowanie i tryb życia
Motyle notowane z niemal całego świata, większość występuje w strefie tropikalnej, znanych jest 50 gatunków z Australii; w Europie odnotowano 106, a w Polsce 60 gatunków. Przedstawiciele podrodziny Yponomeutinae występują w każdym środowisku poza rejonami arktycznymi i pustyniami. Gąsienice żerują na liściach, głównie drzew liściastych i iglastych, tworzą wokół nich oprzędy („namioty” przypominające pajęczyny lub welon, budowane zwykle od zakończeń gałęzi, w których żyją gromadnie, nawet po kilkadziesiąt osobników; niektóre gatunki pokrywają oprzędami całe drzewa, np. namiotnik czeremszaczek; gąsienice żerują pod oprzędem, który chroni je od wiatru, deszczu i pasożytów), część gatunków to owady minujące na liściach, w tym igłach różnych rodzin roślin, część ma znaczenie gospodarcze jako szkodniki w ogrodnictwie, rolnictwie i leśnictwie, np. namiotnik jabłoniowy czy Prays endocarpa, gdyż może dojść do gołożeru; niektóre gąsienice żerują także na kwiatach i owocach. Przeważnie są oligofagami. Osobniki dorosłe prowadzą zwykle nocny tryb życia.

## Systematyka
Zainteresowanie badaczy przedstawicielami rodziny namiotnikowatych pojawiło się w XVIII wieku – René Antoine Ferchault de Réaumur opublikował ryciny z dotychczas nieopisanymi szkodnikami z późniejszej podrodziny Yponomeutinae. Karol Linneusz w 10. wydaniu Systema Naturae opisał trzy gatunki z rodziny namiotnikowatych i umieścił je w rodzaju Tinea.
Rodzina została opisana naukowo przez Jamesa Francisa Stephensa w 1829 roku, należy do nadrodziny Yponomeutoidea, jej pozycja systematyczna przez długi czas była przedmiotem dyskusji badaczy do czasu ukazania się pracy Zlaty Gershenson i Sandrine Ulenberg w 1998 roku, poświęconej tej rodzinie. Na świecie występuje 595 opisanych gatunków tej rodziny ujętych w 122 rodzajach (stan na 2025 rok) (według innego źródła w 126 rodzajach; w zależności od klasyfikacji liczby się różnią, można spotkać nawet liczbę około 800 gatunków). Najliczniejsze rodzaje: Argyresthia (149 gatunków, rodzaj umieszczany także w osobnej rodzinie Argyresthiidae), Yponomeuta (80 gatunków), Zelleria (50 gatunków), Atteva (47 gatunków). Najczęściej amatorsko obserwowanym gatunkiem w serwisie iNaturalist jest namiotnik czeremszaczek.
Sandrine Ulenberg wyróżniła następujące podrodziny:  
- Argyresthiinae(inne języki)
- Attevinae(inne języki)
- Praydinae(inne języki)
- Saridoscelinae(inne języki)
- Scythropiinae(inne języki)
- Yponomeutinae(inne języki)

Podział na podrodziny według ITIS:  
- Argyresthiinae(inne języki)
- Attevinae(inne języki)
- Praydinae(inne języki)
- Yponomeutinae(inne języki)

Alternatywny podział na podrodziny według Johna B. Heppnera (1998):
- Cedestinae
- Saridoscelinae(inne języki)
- Yponomeutinae(inne języki)

## Galeria

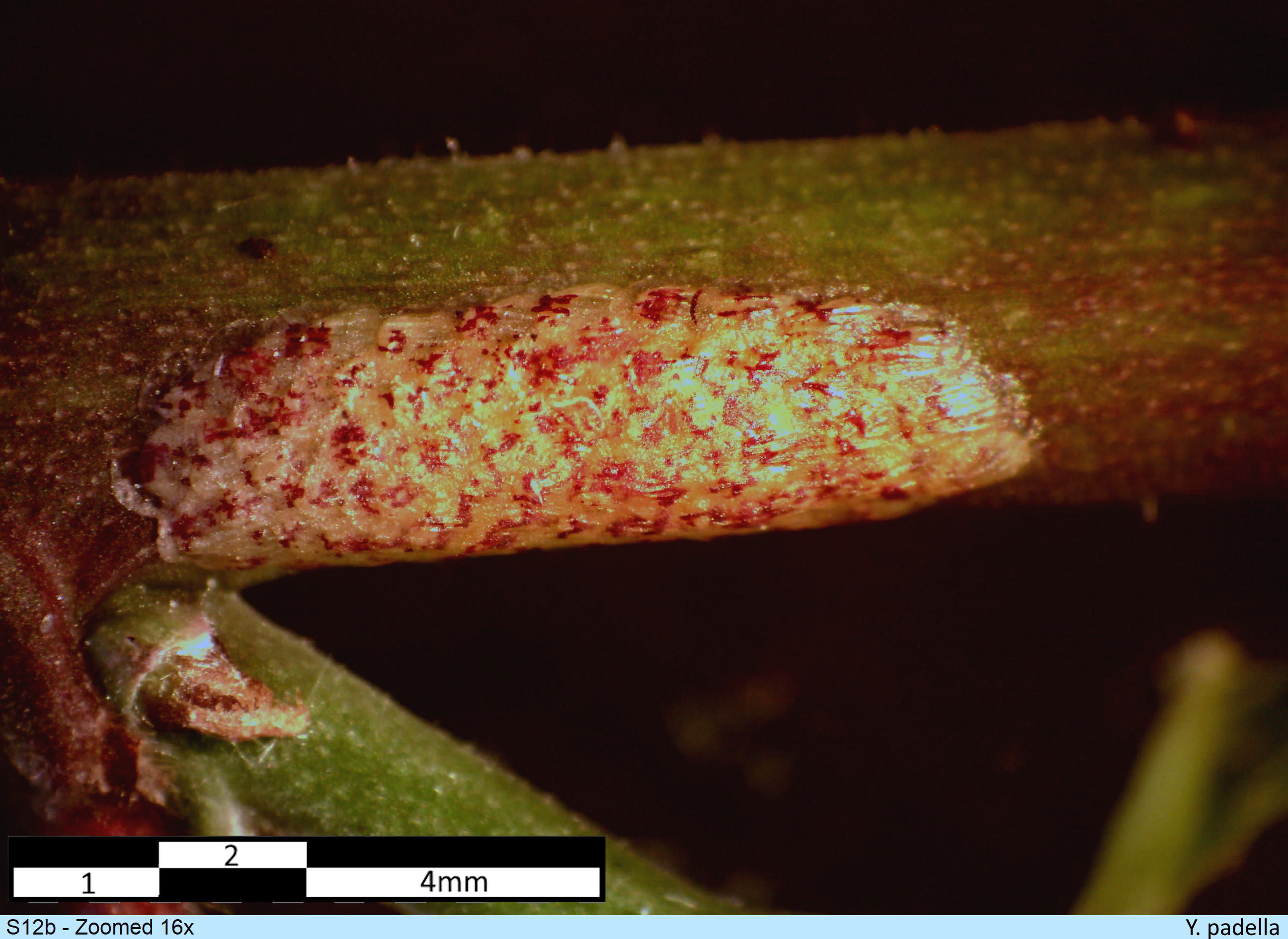
Jaja Yponomeuta padella
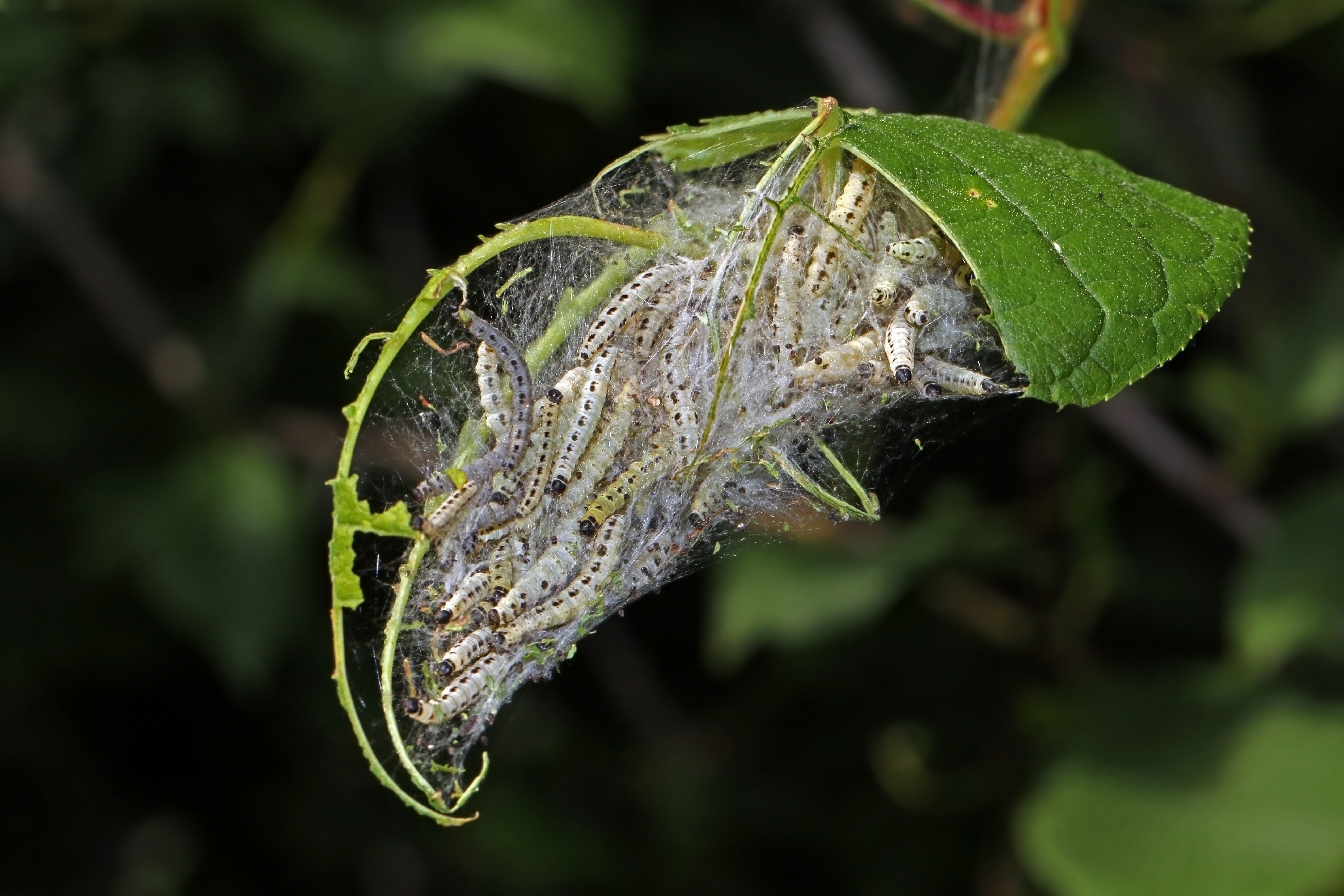
Gąsienice namiotnika czeremszaczka
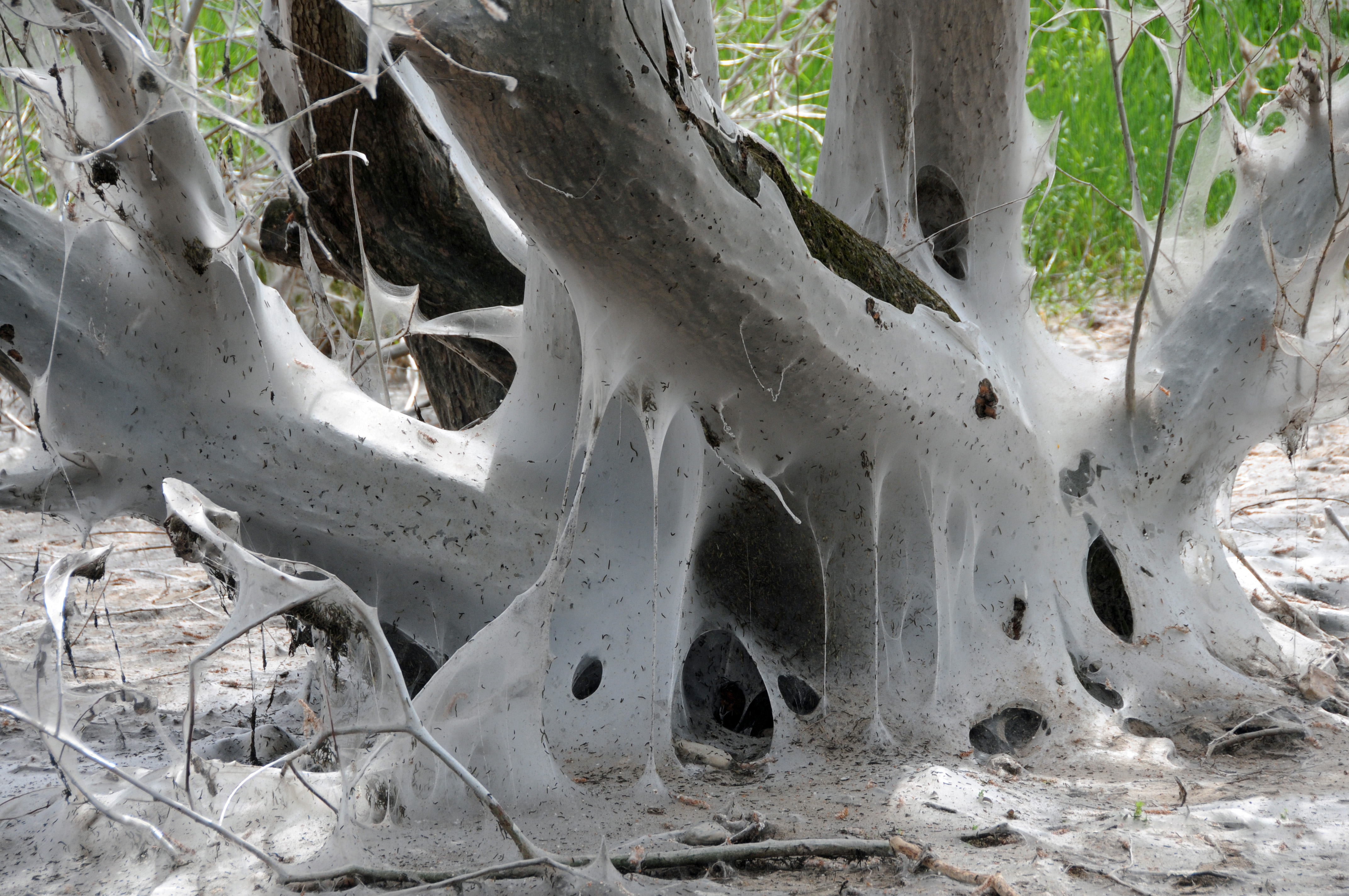
Oprzędy namiotnikowatych na drzewie
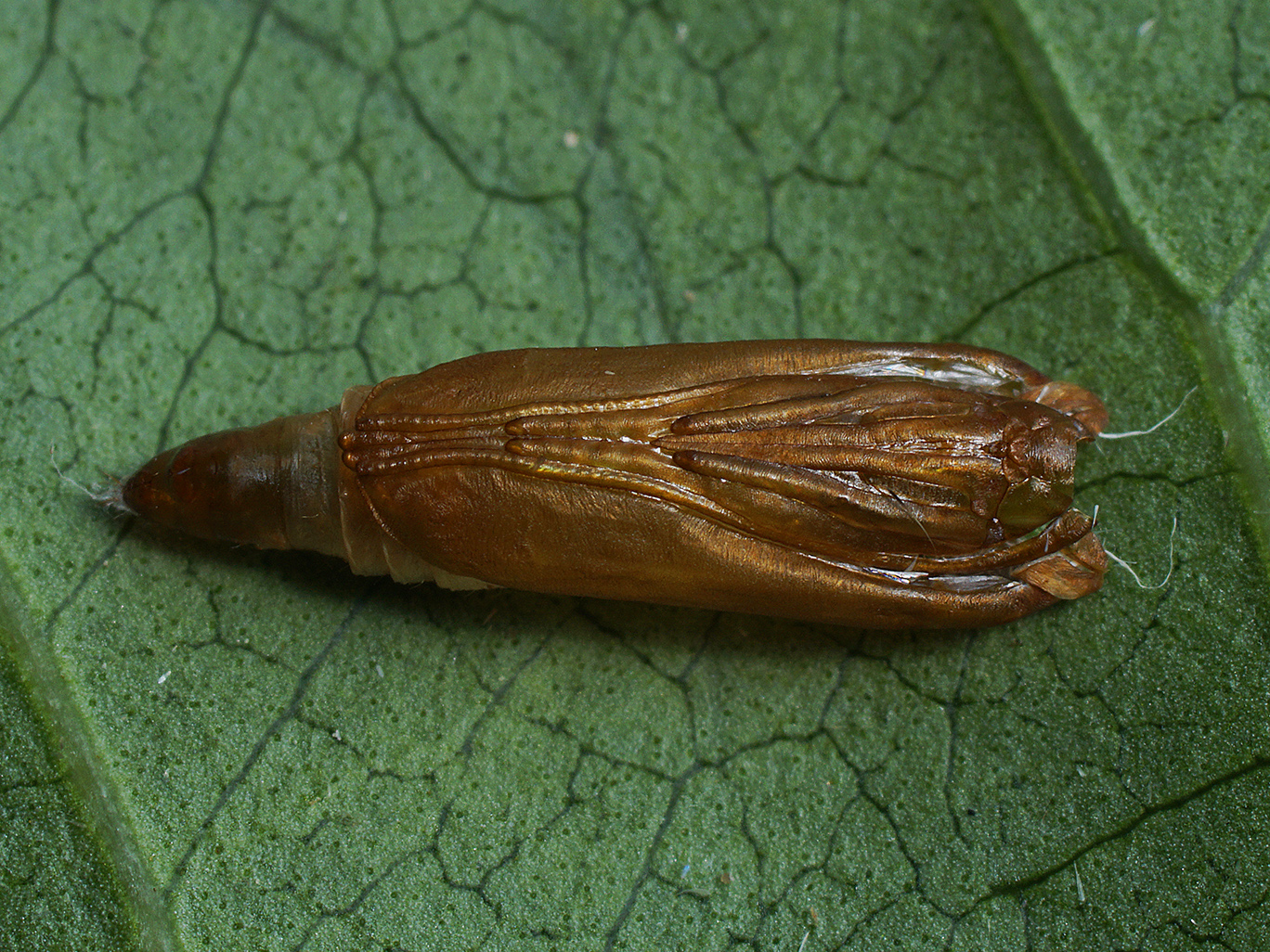
Poczwarka Yponomeuta rorrella
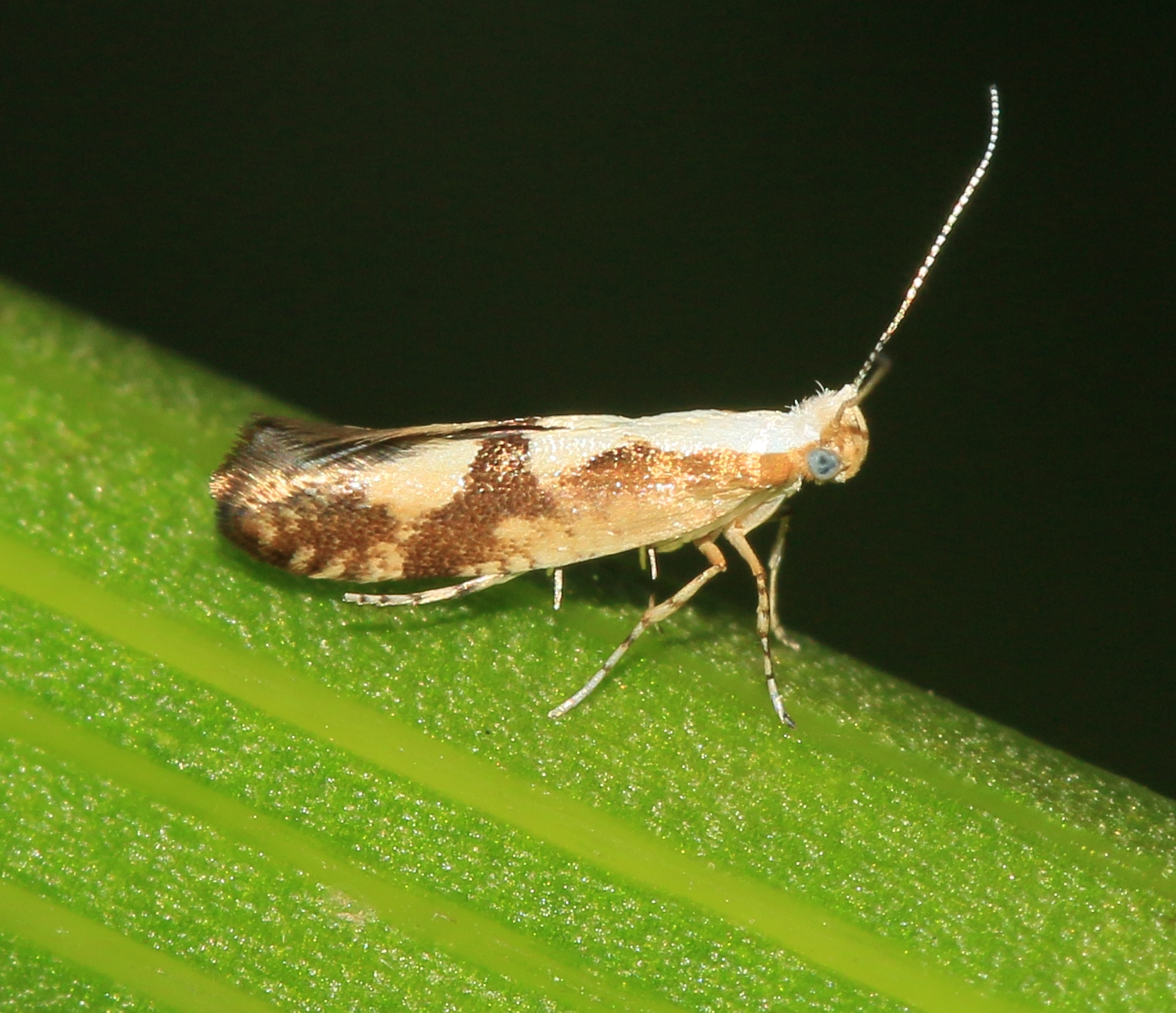
Argyresthia sp.
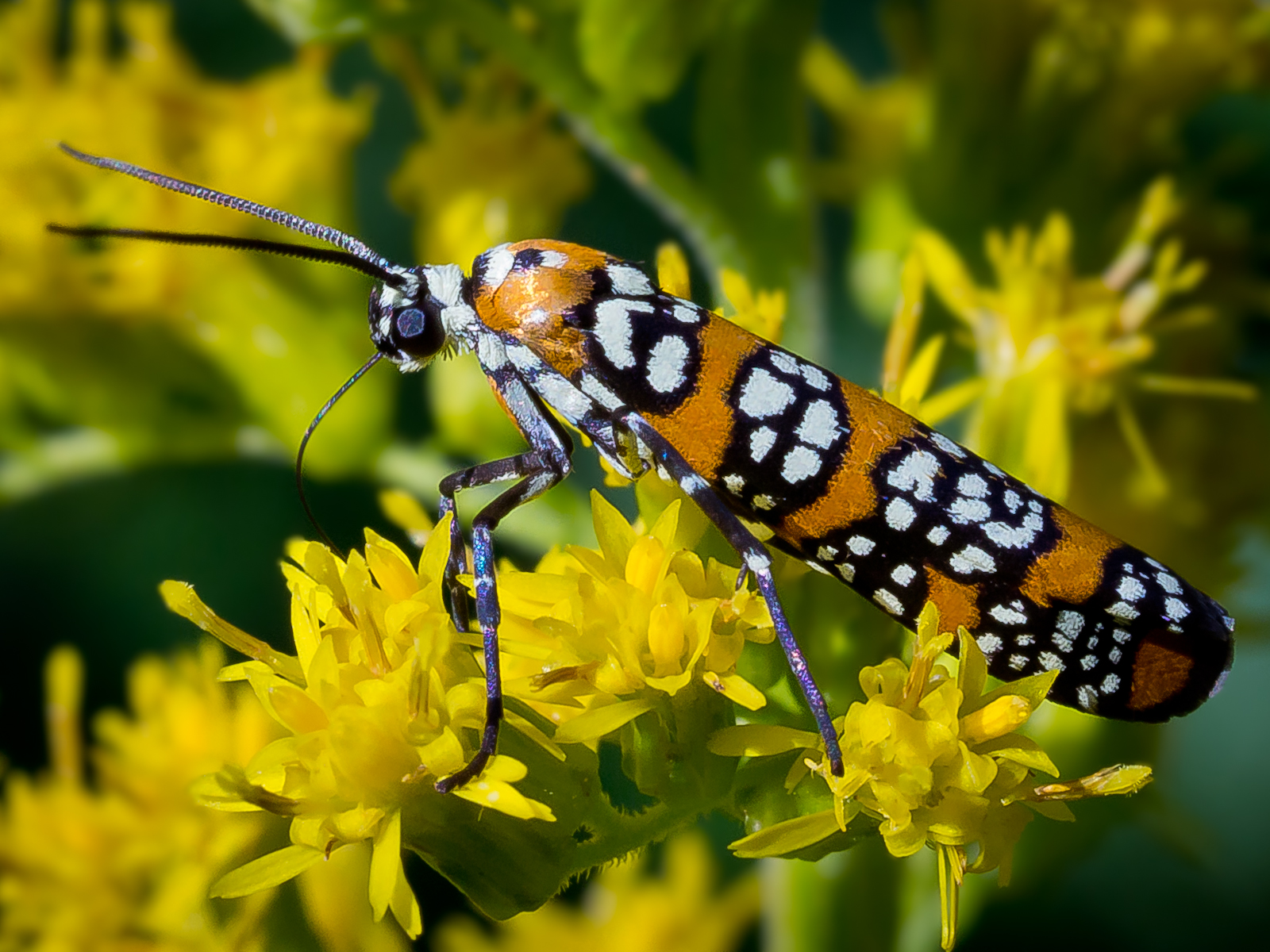
Atteva aurea
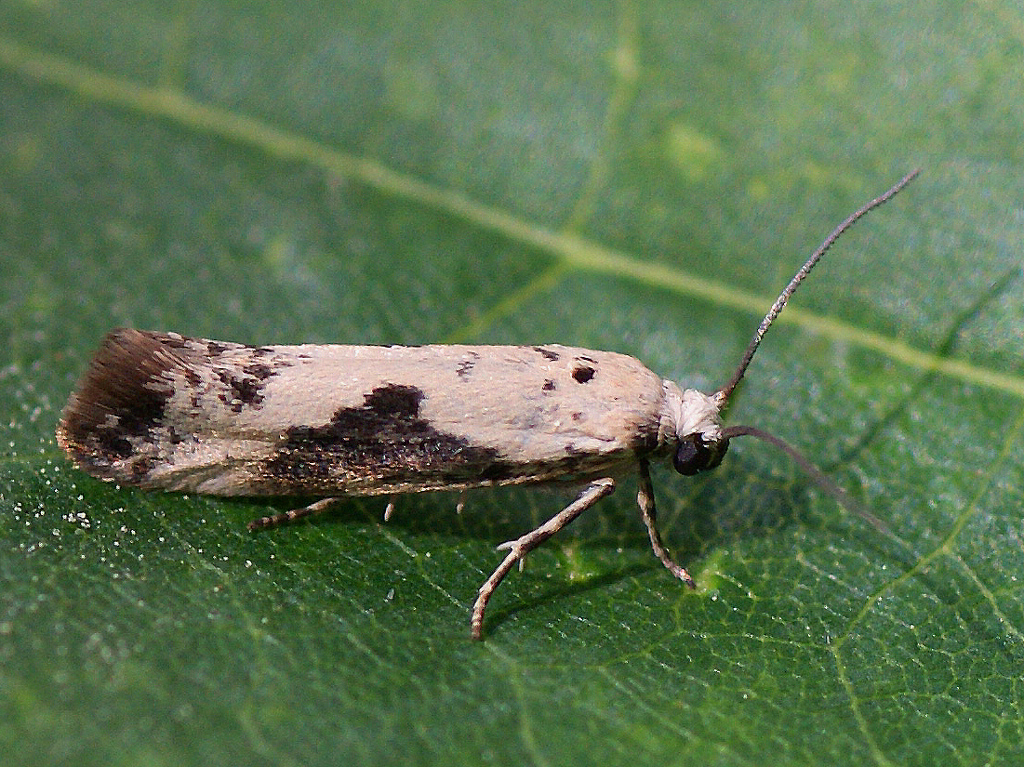
Prays fraxinella
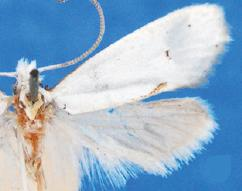
Eucalantica polita
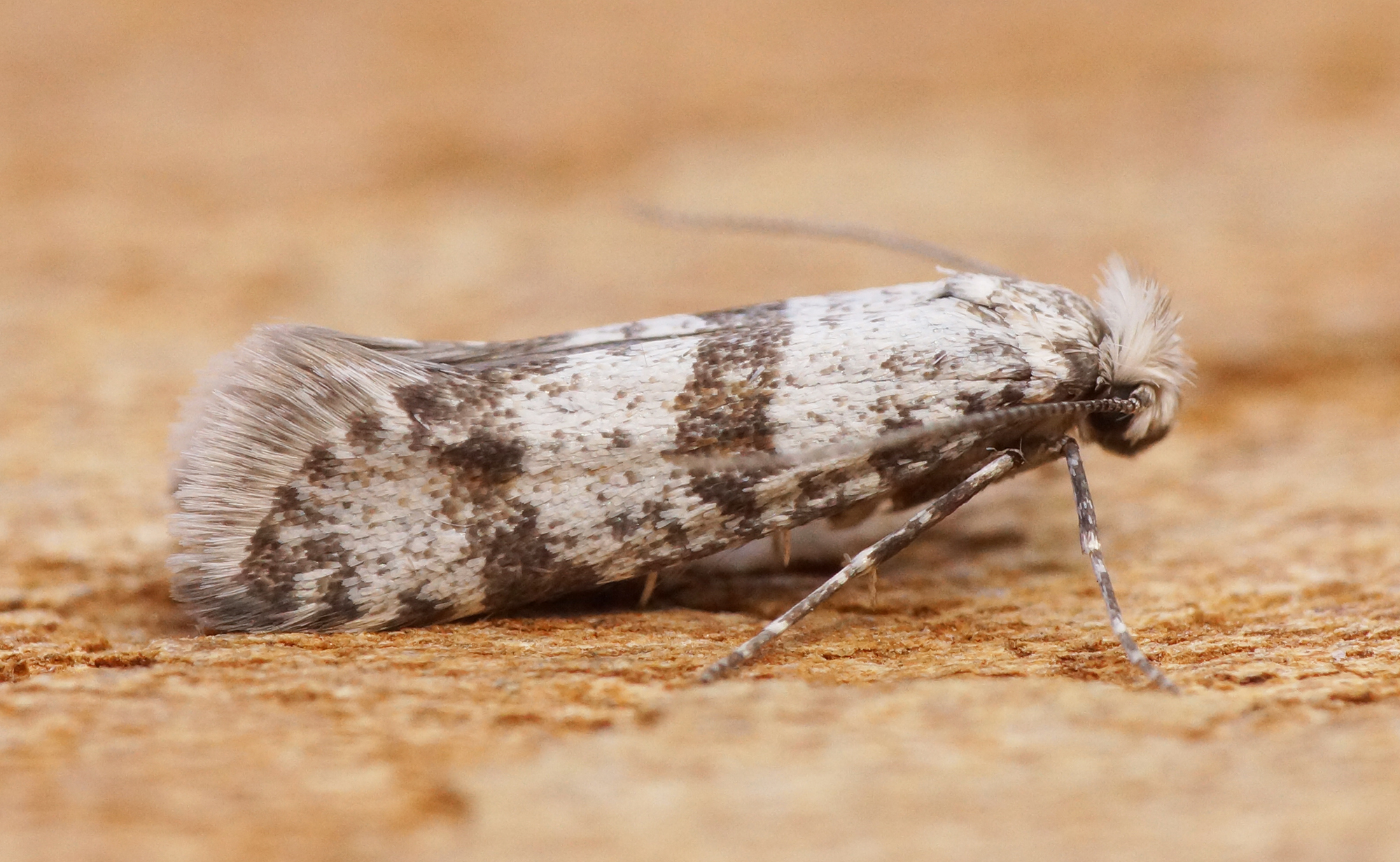
Scythropia crataegella